# ウィジャボード (競走馬)
ウイジャボード（Ouija Board、香港表記占卜）とはイギリスの競走馬である。2004年・2006年のヨーロッパ年度代表馬（カルティエ賞）ならびに2004年のアメリカ最優秀芝牝馬（エクリプス賞）とBHB賞年度代表馬を受賞している。馬主である第19代ダービー伯爵エドワード・スタンリーはオーナーブリーダーで、生産した馬のうち牡馬は売却、牝馬のみを所有するというスタンスを取っており、当時はウイジャボードが唯一の所有馬であった。
名前の由来は、Ouija Board（霊応盤：心霊術で使われる占い用のボード）より。祖母Ouijaと母Selection Boardからの連想。

## 戦績

### 2歳・3歳時代（2003年・2004年）
2歳時の2003年は、10月にデビューし初戦は3着に敗れたものの、次走は4馬身差で勝利。この年はもう1戦（3着）でシーズンを終えた。
2004年になると初戦のプリティーポリーステークスを6馬身差で勝ちオークスの有力候補に躍り出た。そのオークスでは4番人気に押され、1番人気オールトゥービューティフルに7馬身差をつけて優勝、そして1か月半後のアイリッシュオークスもレースレコードで制覇すると3ヶ月の休みをはさみ凱旋門賞に向かった。凱旋門賞は牡馬の強豪が集まることから6番人気にすぎなかったが、結果はバゴ、チェリーミックスに次ぐ3着と健闘した。ヨーロッパシーズン終了後はアメリカに遠征し、ブリーダーズカップ・フィリー&メアターフを勝利している。2004年は牡馬に中心的な存在がおらず、オークス7馬身差勝利、牡馬に混じっての凱旋門賞3着、遠征先での勝利などの実績が決め手となり2004年カルティエ賞年度代表馬とBHB賞年度代表馬を受賞した。

### 古馬時代（2005年・2006年）
2005年も現役続行し、コロネーションカップに出走予定も左前脚に腫瘍が見つかりプリンスオブウェールズステークスに回る。しかし2番人気に応えられず7着に終わったうえ、落鉄の影響で裂蹄を発症してしまい休養に入った。相手にも恵まれたプリンセスロイヤルステークスでは復帰戦を勝利で飾ったが、連覇を狙ったブリーダーズカップ・フィリー&メアターフではインターコンチネンタルの2着に敗れた。次走をジャパンカップに定めるものの、高速競馬、しかも2分22秒1という日本レコードでの決着では分が悪くアルカセットの5着に敗れた。それでも中1週で挑んだ香港ヴァーズでは牡馬の強豪を抑えて優勝した。
さらに翌2006年も現役を続けた。初戦に選んだドバイシーマクラシックではハーツクライの4着、その後もクイーンエリザベス2世カップ3着、コロネーションカップ2着と、善戦はするものの勝ちきれないレースが続いていたが、同年4戦目となったプリンスオブウェールズステークスでは、2006年のドバイワールドカップ馬エレクトロキューショニスト、ドバイデューティーフリー馬デヴィッドジュニアらを下し、昨年の香港ヴァーズ以来となる勝利を飾った。しかし次走のエクリプスステークスではデヴィッドジュニアの5着と敗退。次走の3歳上牝馬限定で行われるナッソーステークスでは1番人気に支持され、3番人気アレクサンダーゴールドランに頭差をつけて優勝した。続くアイリッシュチャンピオンステークスでは2番人気に支持され、1番人気ディラントーマスと叩き合いの末、クビ差の2着に敗れた。3度目の出走となるブリーダーズカップ・フィリー&メアターフでは1番人気に支持され、同レース2度目の優勝を果たし、G1・7勝目を挙げた。また、2006年度カルティエ賞年度代表馬、同最優秀古馬を受賞した。この年度代表馬の受賞は2004年以来2度目の受賞であり、カルティエ賞の創設以来初めて、2度の年度代表馬となった。同年8戦目、ランフランコ・デットーリとともにジャパンカップに再び挑戦したが、ディープインパクトの3着に敗れた。その後香港ヴァーズに出走予定であったが故障を発症し出走取り消しの上引退、繁殖入りすることになった。
牡馬と比べて能力のピークが短いと言われる牝馬でありながら、3年連続でG1を制覇しており、息の長い活躍を見せていた。その功績を称え、2007年からウィンスターディスタフハンデキャップ（米GIII）がウィジャボードハンデキャップと名称変更されることになった。

## 競走成績
| 出走日     | 競馬場             | 競走名                  | 格   | 距離     | 着順 | 騎手         | 着差      | 1着（2着）馬          |
| ---------- | ------------------ | ----------------------- | ---- | -------- | ---- | ------------ | --------- | --------------------- |
| 2003.10.03 | ニューマーケット   | 未勝利                  |      | 芝7f     | 3着  | E.アハーン   | 1 1/2馬身 | Secret Charm          |
| 0000.10.21 | ヤーマウス         | 未勝利                  |      | 芝7f8y   | 1着  | J.スペンサー | 4馬身     | （Rydal）             |
| 0000.11.01 | ニューマーケット   | 牝馬S                   |      | 芝8f     | 3着  | J.スペンサー | 4馬身     | Spotlight             |
| 2004.05.02 | ニューマーケット   | プリティーポリーS       | 準重 | 芝10f    | 1着  | K.ファロン   | 6馬身     | （Sahool）            |
| 0000.06.04 | エプソム           | オークス                | G1   | 芝12f10y | 1着  | K.ファロン   | 7馬身     | （All Too Beautiful） |
| 0000.07.18 | カラ               | 愛オークス              | G1   | 芝12f    | 1着  | K.ファロン   | 1馬身     | （Punctilious）       |
| 0000.10.03 | ロンシャン         | 凱旋門賞                | G1   | 芝2400m  | 3着  | J.ムルタ     | 1 1/2馬身 | Bago                  |
| 0000.10.30 | ローンスターパーク | BCフィリー&メアターフ   | G1   | 芝11f    | 1着  | K.ファロン   | 1 1/2馬身 | （Film Maker）        |
| 2005.06.15 | ヨーク             | プリンスオブウェールズS | G1   | 芝10f88y | 7着  | J.スペンサー | 29馬身    | Azamour               |
| 0000.09.24 | ニューマーケット   | プリンセスロイヤルS     | G3   | 芝12f    | 1着  | L.デットーリ | 2 1/2馬身 | （Briolette）         |
| 0000.10.29 | ベルモントパーク   | BCフィリー&メアターフ   | G1   | 芝10f    | 2着  | J.ベイリー   | 1 1/4馬身 | Intercontinental      |
| 0000.11.27 | 東京               | ジャパンC               | GI   | 芝2400m  | 5着  | K.ファロン   | 0.3秒     | アルカセット          |
| 0000.12.11 | 沙田               | 香港ヴァーズ            | G1   | 芝2400m  | 1着  | K.ファロン   | 0.4秒     | （Six Sense）         |
| 2006.03.25 | ナドアルシバ       | ドバイシーマクラシック  | G1   | 芝2400m  | 4着  | K.ファロン   | 1.50秒    | Heart's Cry           |
| 0000.04.23 | 沙田               | クイーンエリザベス2世C  | G1   | 芝2000m  | 3着  | L.デットーリ | アタマ    | Irridescence          |
| 0000.06.02 | エプソム           | コロネーションC         | G1   | 芝12f10y | 2着  | L.デットーリ | 1 3/4馬身 | Shirocco              |
| 0000.06.21 | アスコット         | プリンスオブウェールズS | G1   | 芝10f    | 1着  | O.ペリエ     | 1/2馬身   | （Electrocutionist）  |
| 0000.07.08 | サンダウン         | エクリプスS             | G1   | 芝10f7y  | 5着  | C.スミヨン   | 3馬身     | David Junior          |
| 0000.08.05 | グッドウッド       | ナッソーS               | G1   | 芝9f192y | 1着  | L.デットーリ | 短頭      | （Alexander Goldrun） |
| 0000.09.09 | レパーズタウン     | 愛チャンピオンS         | G1   | 芝10F    | 2着  | J.スペンサー | クビ      | Dylan Thomas          |
| 0000.11.04 | チャーチルダウンズ | BCフィリー&メアターフ   | G1   | 芝11f    | 1着  | L.デットーリ | 2 1/4馬身 | （Film Maker）        |
| 0000.11.26 | 東京               | ジャパンC               | GI   | 芝2400m  | 3着  | L.デットーリ | 0.4秒     | ディープインパクト    |

## 繁殖入り後
2007年よりスタンレーハウススタッドで繁殖入りし、3月13日にキングマンボの仔を受胎した。2008年2月9日、初仔となる牡馬（鹿毛）を出産した。この馬にはVoodoo Prince（後にOur Voodoo Princeに改名）という名前がつけられ、オーストラリアに移籍するまでは母と同じくダンロップ調教師が管理していた。繁殖2年目はモンズーンとの仔を2009年に出産。その後は2年連続してガリレオと交配され、2010年と2011年に同馬との仔を出産している。
このうち2011年に生まれたGalileoとの牡駒Australiaが2014年の英ダービー、愛ダービー勝ち馬となり、Our Voodoo Princeも豪G3を勝つなど、産駒も優れた成績を収めている。
2022年11月30日（現地時間29日）、「サラブレッドデイリーニュース」電子版より同月29日に死亡したことが発表された。21歳没。

## 血統表
| ウィジャボードの血統（ダンジグ系（ノーザンダンサー系）／アウトクロス） | ウィジャボードの血統（ダンジグ系（ノーザンダンサー系）／アウトクロス） | ウィジャボードの血統（ダンジグ系（ノーザンダンサー系）／アウトクロス） | （血統表の出典）   | （血統表の出典） |
| 父 Cape Cross 1994 黒鹿毛                                              | 父の父Green Desert                                                     | Danzig                                                                 | Northern Dancer    | Northern Dancer  |
| 父 Cape Cross 1994 黒鹿毛                                              | 父の父Green Desert                                                     | Danzig                                                                 | Pas de Nom         |                  |
| 父 Cape Cross 1994 黒鹿毛                                              | 父の父Green Desert                                                     | Foreign Courier                                                        | Sir Ivor           | Sir Ivor         |
| 父 Cape Cross 1994 黒鹿毛                                              | 父の父Green Desert                                                     | Foreign Courier                                                        | Courtly Dee        |                  |
| 父 Cape Cross 1994 黒鹿毛                                              | 父の母Park Appeal                                                      | Ahonoora                                                               | Lorenzaccio        | Lorenzaccio      |
| 父 Cape Cross 1994 黒鹿毛                                              | 父の母Park Appeal                                                      | Ahonoora                                                               | Helen Nichols      |                  |
| 父 Cape Cross 1994 黒鹿毛                                              | 父の母Park Appeal                                                      | Balidaress                                                             | Balidar            | Balidar          |
| 父 Cape Cross 1994 黒鹿毛                                              | 父の母Park Appeal                                                      | Balidaress                                                             | Innocence          |                  |
| 母 Selection Board 1982 鹿毛                                           | 母の父Welsh Pageant                                                    | Tudor Melody                                                           | Tudor Minstrel     | Tudor Minstrel   |
| 母 Selection Board 1982 鹿毛                                           | 母の父Welsh Pageant                                                    | Tudor Melody                                                           | Matelda            |                  |
| 母 Selection Board 1982 鹿毛                                           | 母の父Welsh Pageant                                                    | Picture Light                                                          | Court Martial      | Court Martial    |
| 母 Selection Board 1982 鹿毛                                           | 母の父Welsh Pageant                                                    | Picture Light                                                          | Queen of Light     |                  |
| 母 Selection Board 1982 鹿毛                                           | 母の母Ouija                                                            | Silly Season                                                           | Tom Fool           | Tom Fool         |
| 母 Selection Board 1982 鹿毛                                           | 母の母Ouija                                                            | Silly Season                                                           | Double Deal        |                  |
| 母 Selection Board 1982 鹿毛                                           | 母の母Ouija                                                            | Samanda                                                                | Alycidon           | Alycidon         |
| 母 Selection Board 1982 鹿毛                                           | 母の母Ouija                                                            | Samanda                                                                | Gradisca F-No.12-b |                  |